# روميو وجولييت في بغداد
"روميو وجولييت في بغداد" هو تعديل حديث لمسرحية "روميو وجولييت" الشهيرة لويليام شكسبير، الذي قام بإخراجه المخرج العراقي مناضل داود. تم تقديم هذا العمل في عام 2012 ضمن مهرجان شكسبير العالمي في مدينة ستراتفورد، وقد عُرض أيضًا في لندن وبغداد، ليشكل إعادة تفسير للمأساة الشهيرة في سياق الحرب العراقية بعد الاحتلال في عام 2003. يدمج داود في هذا العرض الرمزية العالمية للحب مع المأساة العراقية الناتجة عن النزاع الطائفي والعنف المستمر في المنطقة.

### الخلفية والإنتاج
استفاد "مناضل داود" من الرمزية المرتبطة بمسرحية "روميو وجولييت" باعتبارها تجسيدًا لفكرة الحب، فاستعان بها لتناول الصراع الطائفي في العراق. حيث يعكس الصراع بين عائلتي روميو وجولييت التقليدي، من خلال تحويرات تتناسب مع الواقع العراقي المعاصر، مع التركيز على الصراع بين الطوائف المتناحرة. يشير العرض إلى تأثير الإرهاب الذي يتسلل عبر مقولات دينية، كما يظهر في تفجير كنيسة سيد النجاة التي يلجأ إليها روميو وجولييت العراقيان.

### الشخصيات وتعديلاتها
في هذه النسخة العراقية، تظهر الشخصية التي كانت تُعرف في مسرحية شكسبير باسم "بارس" (خطيب جولييت) بشكل مختلف. إذ يُعاد تقديمه كرمز للإرهابي القادم من الخارج لتدمير العراق وأهله. يحمل بارس في هذه النسخة صفات المتطرف: ملتحٍ ومتعصب، يتقصد القتل والتدمير، وهو ما يختلف عن شخصيته في النص الأصلي التي كانت تُمثل التاجر الذي يعارض حب روميو وجولييت.
أما شخصية "القس" في نسخة شكسبير، فقد تحولت في العمل العراقي إلى شخصية "أستاذ التاريخ" الذي يسعى للوساطة بين العائلات المتنازعة. ويجسد الممثل العراقي سامي عبد الحميد هذه الشخصية، ويعبر عن رسالته حول الحب في العراق بالقول: "أشتهي ليل المحبين وليل العاشقين، انتمائي في بغداد للحب لروميو وجولييت".

### الرسالة الرئيسية
كما في المسرحية الأصلية، يبقى الحب في "روميو وجولييت في بغداد" رمزًا للتحدي والتمرد ضد القيود الاجتماعية والسياسية. تجسد الشخصية العراقية لروميو وجولييت هذا التمرد ضد الواقع الطائفي، حيث تعكس المسرحية من خلال قصتهما معاناتهم جراء التفجيرات والانقسامات الطائفية. يقول الممثل صلاح مونيكا (الذي يؤدي دور روميو) إن العرض يحمل في جوهره رسالة مفادها: "كفى حقدًا ودمارًا، وإن هذا البلد هو عراق الحب والتسامح."

### الرمزية والديكور
يعكس الديكور في المسرحية واقع العراق البائس، حيث تُستخدم منصة منخفضة تمثل النفق أو المجاري كإشارة إلى المعاناة التي يعيشها العراقيون. وعلى المنصة العليا التي تمثل الخلاص من خلال الحب، يتمازج مع الموسيقى الحية التي تشمل آلات العود والكمان والإيقاع، ما يضفي على العرض حيوية ويسهم في كسر رتابة مشاهد الحزن والانفجارات التي ترافق الحرب.

### الرسالة والموسيقى
موسيقى العرض التي ألفها علي خصاب حية التي تناوب فيها عازفون ثلاثة على العود والإيقاع والكمان على الخشبة فقد حاولت بعث حيوية في العمل، الذي سعى مخرجوه ومؤلفه لكسر رتابة الحزن وتوظيف عناصر جديدة في الشخصيات كلاعب كرة القدم الشهير "ميسي" كجزء من دلالة على حلم الأطفال العراقيين بالمجد والشهرة والمتعة أيضا

### الإرث الثقافي والتأثير
تعد "روميو وجولييت في بغداد" واحدة من أهم الأعمال التي تعكس كيف يمكن للمسرح أن يتعامل مع الأزمات الاجتماعية والسياسية من خلال فن الأدب الكلاسيكي. فهي لم تقتصر على كونها مجرد إعادة تأويل لمسرحية شكسبير، بل أصبحت أيضًا منصة للمناقشة حول كيفية مواجهة التحديات المدمرة في مجتمعات تعاني من الانقسامات الطائفية والحروب المستمرة.

### الاستقبال
على الصعيد العالمي، حظيت مسرحية روميو وجولييت في بغداد بمراجعات إيجابية، حيث أشاد العديد من النقاد بقدرتها على نقل حدة الصراعات الاجتماعية والسياسية في العراق من خلال قصة شكسبير. وقد تم الاحتفاء بهذا العمل لنهجه المبتكر في دمج التراث الأدبي الغربي مع القضايا الثقافية الشرق أوسطية، مما أدى إلى إنتاج عمل يأتي في الوقت المناسب ويجد صداه عالميًا. في هذا الصدد، وُصفت المسرحية بأنها ”نوع من الاحتلال المسرحي؛ استيلاء فرقة المسرح العراقي على نص أيقوني من نصوص الشريعة الغربية، مع ما يترتب على ذلك من فرض زخارف المسرح العربي - الموسيقى والرقص والمشاهد - على بنية غربية في الأساس. نص شكسبير هو مجرد نقطة انطلاق لرواية منقولة مباشرة إلى بغداد". وقد أكد هذا الاندماج الثقافي على قوة هذا العمل المقتبس في أن يعكس واقع العراق ما بعد الغزو مع الانخراط في الوقت نفسه في مواضيع عالمية عن الحب والخسارة والصمود.
1. 1 2 3  ""روميو وجولييت" عراقية.. الحب منصة الخلاص". الجزيرة نت. اطلع عليه بتاريخ 2024-11-29.
2. 1 2  "Romeo and Juliet in Baghdad |" (بالإنجليزية). Archived from the original on 2024-12-03. Retrieved 2024-11-29.